# Naji Talib
Naji Talib (Nāṣiriya, 1º luglio 1917 – Baghdad, 23 marzo 2012) è stato un generale e politico iracheno, Primo ministro dell'Iraq dal 1965 al 1967, dopo aver rimpiazzato Abd al-Rahman al-Bazzaz.

## Biografia
Talib nacque a Nāṣiriya nel 1917. La sua famiglia proveniva dalla classe dei proprietari terrieri dell'Iraq; suo padre era un proprietario terriero, era sindaco di Nāṣiriya e un membro del parlamento.
dal 1936 al 1939 frequentò un'accademia militare britannica. Dal 1954 al 1955 fu attaché militare a Londra, al 1958 il suo grado era quello di capo di stato maggiore di brigata. Fu in seguito comandante della 15ª brigata di fanteria e della 1ª divisione a Bassora, al termine della sua carriera militare e al suo ritiro dall'esercito aveva raggiunto il grado di Maggior generale.
nel 1956 il colonnello dello stato maggiore Naji Talib era comandante della scuola per ufficiali anziani di Baghdad. Durante quell'anno propose l'immediata unione dell'Iraq con la Repubblica Araba Unita nonostante un intervento antagonista da parte di tutti i partiti del patto di Baghdad, il comitato supremo si auto allineo all'unanimità a tale proposta. Nel 1957 Talib divenne secondo vicepresidente del movimento degli Ufficiali Liberi dell'Iraq. Il suo ruolo nel governo consisteva nella posizione di ministro degli affari sociali dal 14 luglio 1958 al 7 febbraio 1959, ministro delle industrie nel 1963, ministro degli affari esteri dal 1964 al 1965 e infine primo ministro dal 9 agosto 1966 al 9 maggio 1967. In questo modo si ritrovò a ricoprire cariche pubbliche sia sotto il generale Abd al-Karim Qasim che sotto il regime del Partito Ba'th. Mentre politicamente si dichiarava indipendente con un'attitudine nazionalista e nasserista, riuscì lo stesso a rimanere nelle grazie di tutte le fazioni militari che si contendevano il potere.
il 7 novembre 2004 una proposta venne inviata all'allora segretario generale delle Nazioni Unite Kofi Annan, che lo invitava a formare un comitato d'iniziativa iracheno su Falluja. La proposta dichiarava che Naji Talib aveva l'intenzione di divenire un membro di un'iniziativa che aveva il piano di iniziare una serie di visite alla città di Falluja, per condurre incontri con gli abitanti, i combattenti e gli ufficiali di polizia per trovare una soluzione e salvaguardare la città e la sua popolazione dalle minacce e per salvare inoltre la vita alle truppe di occupazione.
il 22 ottobre 2005 Talib stava lavorando come negoziatore per i sunniti dell'Iraq.